# Lưu Quốc Long
Lưu Quốc Long (1901 – 1931), tên thật là Lê Văn Quý, là nhà cách mạng chống Pháp, một trong những lãnh đạo của Hội Việt Nam Cách mạng Thanh niên.

## Thân thế
Lê Văn Quý quê ở làng Xuân Tường, huyện Thanh Chương, tỉnh Nghệ An, là con trai của một nhà Nho tên là Lê Văn Ngạn với người vợ họ Nguyễn.
Từ nhỏ, ông học Hán học từ cha. Lên 8, ông theo học thầy đồ Lê Văn Thám, sau đó đi học ở trường Quốc học Vinh. Trong thời gian này, ông được tiếp nhận những tư tưởng tiến bộ từ những quyền sách bị chính quyền Pháp cấm.

## Sang Trung Quốc
Năm 1922, ông sang Thái Lan, rồi đến Trung Quốc để tham gia các tổ chức chống Pháp, lấy bí danh là Lưu Quốc Long.
Năm 1923, ông gia nhập Tân Việt Thanh niên Đoàn (Tâm Tâm xã) cùng với Lê Hồng Phong, Lê Hồng Sơn, Hồ Tùng Mậu, Phạm Hồng Thái, Trương Quốc Huy, Lê Thiết Hùng, Trương Văn Lĩnh, Lê Quảng Đạt,...
Tháng 6 năm 1924, Lưu Quốc Long cùng Phạm Hồng Thái tiến hành vụ ám sát Toàn quyền Đông Dương Martial Merlin. Dù vụ ám sát không thành công, Phạm Hồng Thái quyên sinh nhưng đã để lại tiếng vang lớn.
Năm 1925, Nguyễn Ái Quốc tiếp xúc với Tâm Tâm xã, tổ chức đào tạo lực lượng cốt cán để làm tiền đề cho tổ chức Cộng sản trong tương lai. Lưu Quốc Long cùng Lê Hồng Sơn, Lê Hồng Phong, Hồ Tùng Mậu, Lê Quảng Đạt, Trương Vân Lĩnh, Vương Thúc Oánh, Lý Quý, Lâm Đức Thụ tham gia Cộng sản Đoàn. Trên cơ sở đó, Hội Việt Nam Cách mạng Thanh niên được thành lập.
Năm 1926, ông đến Quế Lâm dự lớp học "Công-nông vận động" do Đảng Cộng sản Trung Quốc tổ chức. Sau khóa học, ông tham gia quân đội Dân quốc dưới quyền Tưởng Giới Thạch, hàm Thiếu úy.
Năm 1929, Hội Việt Nam Cách mạng Thanh niên tan rã, ông bắt liên lạc với Đảng viên Đông Dương Cộng sản Đảng là Nguyễn Lương Bằng ở Thượng Hải. Hai người tổ chức đường dây liên lạc bí mật giữa Hồng Kông, Quảng Châu và Thượng Hải.

## Hy sinh
Tháng 3 năm 1930, Đảng Cộng sản Việt Nam được Nguyễn Ái Quốc thành lập. Ngày 1 tháng 7, Nguyễn Ái Quốc đến Thượng Hải, mở cuộc họp với Lưu Quốc Long, Nguyễn Lương Bằng, Đỗ Ngọc Du. Sau cuộc họp, ba người ở lại Thượng Hải để vận động lực lượng binh lính người Việt đang đóng quân ở tô giới Pháp. Nhờ sự giúp đỡ của Ủy viên Trung ương Đảng Cộng sản Trung Quốc Thái Hòa Sâm, Lưu Quốc Long xây dựng được đường dây liên lạc nối Thượng Hải-Hồng Kông-Sài Gòn-Paris.
Được một thời gian, Nguyễn Lương Bằng, Lưu Quốc Long, Đỗ Ngọc Du bị mật thám Anh ở Thượng Hải bắt giữ, giao cho phía Pháp tra hỏi khẩu cung.
Ngày 6 tháng 6 năm 1931, nhân lúc đối phương sơ hở, ông nhảy từ tầng cao xuống tự vẫn. Nguyễn Lương Bằng, Đỗ Ngọc Du sau đó bị dẫn độ về Đông Dương thụ án khổ sai.